# Língua euondo
Euondo (ewondo) é uma língua do povo Beti-pahuin dos Camarões. Tinha 577.700 falantes em 1982. É uma linguagem de comunicação para trocas e negócios e tem os dialetos Badjia (Bakjo), Bafeuk, Bamvele (Mvele, Yezum, Yesoum), Bane, Beti, Enoah, Evouzok, Fong, Mbida-Bani, Mvete, Mvog-Niengue, Omvang, Yabekolo (Yebekolo), Yabeka, Yabekanga, dentre outros. Os falantes de euondo vivem em sua maioria nas regiões Centre, Sud (divisão Océan) dos Camarões.

## Escrita
O euondo é escrito com o alfabeto latino de 32 símbolos. Não se usam as letras C, J, Q, X. Apresenta as formas dz, kp, ng, nk e ts (sempre minúsculas) e mais 4 símbolos especiais. 

## Classificação
Euondo é uma língua Banta do grupo Yaunde-Fang. É inteligível com as línguas Bulu, Eton e Fang.

## Situação atual
Em 2011 houve preocupação entre os linguístas camaroneses pela crescente substituição da língua pelo Francês no país.